# 杜文煥 (萬曆進士)
杜文焕（1577年—？），字伯闇，號明華，河南開封府太康縣人。

## 生平
万历三十一年癸卯科舉人，三十五年（1607年）丁未科进士，吏部观政，三十八年授户部主事，四十年管理临清钞关，升员外郎，四十一年升郎中，出为池州府知府，四十三年调任寧國府，四十六年五月，升为陕西督粮道副使。天啓元年（1621年）閏二月，升为山西布政使司右参政、清军驿传道，三年丁忧。

## 家族
曾祖杜元。祖父杜林封。父杜崇訓。母翟氏。慈侍下。弟文炤。
妻李氏，寇至，坠楼而死。